# Víktor Kapitónov
Víktor Kapitónov (rus: Виктор Арсеньевич Капитонов)  (Tver, 25 d'octubre de 1933 - Moscou, 2 de març de 2005) va ser un ciclista soviètic d'origen rus, que va córrer durant els anys 50 i 60 del segle xx.

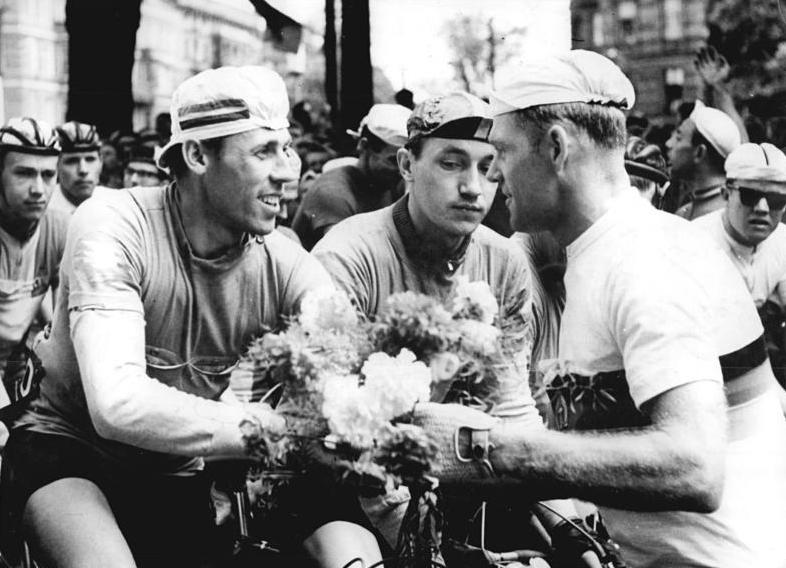
Cursa de la Pau 1961. Víktor Kapitónov, a l'esquerra, Gustav-Adolf Schur, a la dreta, dos campions de l'Europa de l'Est

Durant la seva carrera esportiva va córrer sempre en categoria amateur, sense fer mai el salt al professionalisme.
Va disputar dues edicions del Jocs Olímpics: el 1956, a Melbourne, va acabar el trentadosè a la cursa en ruta individual i el sisè en cursa per equips. Quatre anys més tard, el 1960, a Roma, aconseguí els seus principals èxits esportius en guanyar dues medalles, la d'or en la cursa en ruta individual, per davant Livio Trapè i Willy van den Berghen; i la de bronze en la cursa en ruta per equips, junt a Aleksei Petrov, Ievgueni Klevtsov i Iuri Mélikhov.
Durant la seva carrera esportiva també destaquen dos campionats soviètics de ciclisme en ruta, el 1958 i 1959.

## Palmarès
- 1957
  - 1r a la Volta a Sotxi
- 1958
  -  Campió de l'URSS de ciclisme en ruta
  - Vencedor de 3 etapes de la Cursa de la Pau
- 1959
  -  Campió de l'URSS de ciclisme en ruta
- 1960
  -  Medalla d'or als Jocs Olímpics de Roma en ruta individual
  -  Medalla de bronze als Jocs Olímpics de Roma en contrarellotge per equips
- 1963
  - Vencedor d'una etapa de la Cursa de la Pau